# Vágner Love
Vágner Silva de Souza, meglio noto come Vágner Love (Rio de Janeiro, 11 giugno 1984), è un calciatore brasiliano, attaccante del Retrô.
È con 85 reti il miglior marcatore straniero del campionato russo, difatti è considerato anche come il calciatore più forte di tutti i tempi del CSKA Mosca. Con il CSKA Mosca ha vinto tre campionati russi (2005, 2006, 2012-2013), sei coppe nazionali (2004-2005, 2005-2006, 2007-2008, 2008-2009, 2010-2011, 2012-2013), quattro Supercoppe (2006, 2007, 2009, 2013) e la Coppa UEFA (2004-2005).
Con la maglia della nazionale brasiliana ha conquistato due edizioni della Coppa America (2004 e 2007).

## Biografia
Il soprannome Love gli venne affibbiato in Brasile per i suoi numerosi intrecci amorosi.

## Caratteristiche tecniche
Può ricoprire i ruoli di prima o seconda punta e anche quello di ala sinistra. È un attaccante mobile, che si sposta su tutto il fronte d'attacco. Ha ottenuto nel corso della sua carriera un'ottima esperienza internazionale e possiede un ottimo fiuto del gol. 

## Carriera

### Club

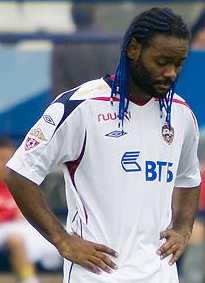
Vágner Love con la maglia del CSKA Mosca nel 2008.

Debutta con la maglia del Palmeiras nel 2002, aiutando la squadra a ritornare nella Série A del Campeonato Brasileiro.
Viene acquistato dal CSKA Mosca nell'estate nel 2004 per una cifra intorno ai € 6,2 milioni con lo scopo di rinforzare la squadra per la Champions League.
Il suo nome è legato in modo particolare alla finale di Coppa UEFA 2004-2005, tra la sua squadra, il CSKA Mosca, e lo Sporting Lisbona. In tale gara Vágner Love, pur giocando forse la sua peggior partita e fallendo facili occasioni da rete, realizza il gol del definitivo 3-1, che assicura la vittoria della coppa ai russi.
Oltre alla Coppa UEFA, con le sue prestazioni aiuta la sua squadra a vincere il campionato russo e la Coppa di Russia nel 2005 e nel 2008 e la Supercoppa di Russia nel 2006.
Il 28 agosto 2009 il calciatore torna in patria alla sua prima squadra, il Palmeiras. Il trasferimento è con la formula del prestito secco. A luglio dell'anno successivo l'attaccante torna infatti in Russia per giocare con maggiore continuità e ottenere un posto nella nazionale brasiliana che parteciperà al mondiale del 2010 in Sudafrica.
Il 15 gennaio 2010 firma un contratto di sei mesi con il Flamengo, il quale non dovrà versare nulla nelle casse del CSKA Mosca, che ha ceduto il giocatore con la formula del prestito gratuito. Il giocatore è rimasto in Brasile fino al 10 giugno senza avere la possibilità di partecipare alla semifinale di Coppa Libertadores. Con il Flamengo ha segnato ben 19 gol in altrettante presenze.
Nella stagione successiva ritorna nelle file del CSKA, dove rimane per due stagioni.
Il 25 gennaio 2012 l'attaccante, in Russia dal 2004, dove ha segnato 117 gol in 245 partite, si trasferisce a titolo definitivo, per 10 milioni di euro, al Flamengo, squadra per la quale aveva già giocato nel 2010, firmando un contratto fino al 2014.
Il 13 gennaio 2013, a un anno dal suo rientro in patria, il giocatore annuncia il suo ritorno in Russia nelle file del CSKA Mosca. La causa è riconducibile ai problemi finanziari del club carioca, che non riesce a rispettare i termini di pagamento del giocatore, che infatti torna al CSKA per 6 milioni di euro. In totale con il CSKA in campionato ha segnato 84 gol in 166 partite (124 gol in 260 partite fra tutte le competizioni con la squadra russa).
Il 24 luglio 2013 è acquistato per circa 6,15 milioni di euro dallo Shandong Luneng, club militante nella massima serie cinese. Decide di indossare la maglia numero 40 e totalizza 41 presenze e 28 gol complessivi (29 presenze e 19 gol in campionato).
Il 6 febbraio 2015, pochi giorni dopo essersi svincolato dallo Shandong Luneng, firma con il Corinthians, con cui segna 15 gol in 48 presenze.
Il 13 gennaio 2016 passa in prestito per un anno e mezzo al Monaco, con cui raccoglie 12  presenze e 4 reti.
Il 30 agosto 2016 il Monaco si accorda con il Alanyaspor per il trasferimento del calciatore brasiliano in Turchia. Non va a segno nelle prime sette partite con la sua nuova squadra, ma in seguito realizza 23 gol in 20 partite, vincendo il titolo di capocannoniere della Süper Lig.
Il 26 gennaio 2018 viene prelevato a titolo definitivo dal Beşiktaş, con cui sottoscrive un contratto di un anno e mezzo. Rescinde il proprio contratto con il club turco il 25 gennaio 2019.
Il 26 gennaio 2019 viene ingaggiato nuovamente dal Corinthians. Il 5 giugno 2020 rescinde l'accordo con il club brasiliano.
Nell'estate 2020 firma un contratto con i kazaki del Qairat, dove vincerà il campionato (2020) e otterrà una storica qualificazione in UEFA Europa Conference League.
Il 20 gennaio 2022 si accasa in Danimarca, venendo ingaggiato dal Midtjylland.
Successivamente torna in Brasile a giocare per lo Sport Recife.

### Nazionale
Fa parte della Seleção dal 2003 (ultima presenza nel 2007) ed ha partecipato alle Copa America 2004 e 2007 che con la sua nazionale ha vinto entrambe, segnando anche un gol nell'edizione del 2007. Ha invece saltato la sfortunata trasferta tedesca del Mondiale 2006 e la Confederations Cup 2009, oltre a non essere stato convocato per il Mondiale 2010 svoltosi in Sudafrica. Dopo tali defezioni la sua carriera in nazionale si è conclusa con 20 presenze e 4 reti accumulate tra il 2003 e il 2007, anno della sua ultima presenza in campo.

## Statistiche

### Presenze e reti nei club
Tra club e nazionale maggiore (escluse le partite non ufficiali), Vágner Love ha giocato 870 partite segnando 398 reti, con una media di 0,45 gol a partita.
Statistiche aggiornate al 18 dicembre 2024.
| Stagione               | Squadra                | Campionato             | Campionato | Campionato | Coppe nazionali | Coppe nazionali | Coppe nazionali | Coppe continentali | Coppe continentali | Coppe continentali | Altre coppe | Altre coppe | Altre coppe | Totale | Totale |
| Stagione               | Squadra                | Comp                   | Pres       | Reti       | Comp            | Pres            | Reti            | Comp               | Pres               | Reti               | Comp        | Pres        | Reti        | Pres   | Reti   |
| ---------------------- | ---------------------- | ---------------------- | ---------- | ---------- | --------------- | --------------- | --------------- | ------------------ | ------------------ | ------------------ | ----------- | ----------- | ----------- | ------ | ------ |
| 2002                   | Palmeiras              | A1/SP+A                | 0+2        | 0+0        | CB              | 0               | 0               | -                  | -                  | -                  | -           | -           | -           | 2      | 0      |
| 2003                   | Palmeiras              | A1/SP+B                | 2+29       | 0+19       | CB              | 1               | 2               | -                  | -                  | -                  | -           | -           | -           | 32     | 21     |
| gen.-ago. 2004         | Palmeiras              | A1/SP+A                | 12+11      | 12+8       | CB              | 7               | 6               | -                  | -                  | -                  | -           | -           | -           | 30     | 26     |
| 2004                   | CSKA Mosca             | PL                     | 12         | 9          | KR              | 0               | 0               | UCL                | 9                  | 4                  | SR          | -           | -           | 21     | 13     |
| 2005                   | CSKA Mosca             | PL                     | 21         | 7          | KR+KR           | 6+1             | 0+0             | CU+CU              | 9+5                | 4+3                | SU          | 1           | 0           | 43     | 14     |
| 2006                   | CSKA Mosca             | PL                     | 23         | 9          | KR+KR           | 6+1             | 3+1             | UCL                | 7                  | 2                  | SR          | 1           | 0           | 38     | 15     |
| 2007                   | CSKA Mosca             | PL                     | 23         | 13         | KR              | 1               | 0               | UCL                | 3                  | 3                  | SR          | 1           | 1           | 28     | 17     |
| 2008                   | CSKA Mosca             | PL                     | 26         | 20         | KR              | 1               | 1               | CU                 | 6                  | 8                  | -           | -           | -           | 33     | 29     |
| gen.-ago. 2009         | CSKA Mosca             | PL                     | 13         | 3          | KR+KR           | 2+1             | 1+0             | CU                 | 4                  | 3                  | SR          | 1           | 0           | 21     | 7      |
| ago.-dic. 2009         | Palmeiras              | A1/SP+A                | 0+12       | 0+5        | -               | -               | -               | -                  | -                  | -                  | -           | -           | -           | 12     | 5      |
| Totale Palmeiras       | Totale Palmeiras       | Totale Palmeiras       | 14+54      | 12+32      |                 | 8               | 8               |                    | -                  | -                  |             | -           | -           | 76     | 52     |
| gen.-giu. 2010         | Flamengo               | A/RJ+A                 | 14+5       | 15+4       | -               | -               | -               | CL                 | 10                 | 4                  | -           | -           | -           | 29     | 23     |
| 2010                   | CSKA Mosca             | PL                     | 15         | 9          | KR              | -               | -               | UEL                | 5                  | 2                  | -           | -           | -           | 20     | 11     |
| 2011-gen. 2012         | CSKA Mosca             | PL                     | 25         | 9          | KR+KR           | 4+1             | 1+0             | UEL+UCL            | 3+6                | 0+1                | SR          | 1           | 0           | 40     | 11     |
| 2012                   | Flamengo               | A/RJ+A                 | 10+36      | 9+13       | -               | -               | -               | CL                 | 5                  | 2                  | -           | -           | -           | 51     | 24     |
| Totale Flamengo        | Totale Flamengo        | Totale Flamengo        | 65         | 41         |                 | -               | -               |                    | 15                 | 6                  |             | -           | -           | 80     | 47     |
| gen.-giu. 2013         | CSKA Mosca             | PL                     | 9          | 5          | KR              | 3               | 1               | UEL                | -                  | -                  | -           | -           | -           | 12     | 6      |
| ago. 2013              | CSKA Mosca             | PL                     | 2          | 1          | KR              | 0               | 0               | UCL                | 0                  | 0                  | SR          | 1           | 0           | 3      | 1      |
| Totale CSKA Mosca      | Totale CSKA Mosca      | Totale CSKA Mosca      | 169        | 85         |                 | 27              | 8               |                    | 57                 | 30                 |             | 6           | 1           | 259    | 124    |
| 2013                   | Shandong Luneng        | CSL                    | 10         | 6          | CC              | -               | -               | -                  | -                  | -                  | -           | -           | -           | 10     | 6      |
| 2014                   | Shandong Luneng        | CSL                    | 21         | 13         | CC              | 7               | 4               | ACL                | 5                  | 5                  | -           | -           | -           | 33     | 22     |
| Totale Shandong Luneng | Totale Shandong Luneng | Totale Shandong Luneng | 31         | 19         |                 | 7               | 4               |                    | 5                  | 5                  |             | -           | -           | 43     | 28     |
| 2015                   | Corinthians            | A1/SP+A                | 14+31      | 2+14       | CB              | 2               | 0               | CL                 | 3                  | 0                  | -           | -           | -           | 50     | 16     |
| gen.-giu. 2016         | Monaco                 | L1                     | 12         | 4          | CF+CdL          | 1+0             | 0               | -                  | -                  | -                  | -           | -           | -           | 13     | 4      |
| 2016-2017              | Alanyaspor             | SL                     | 28         | 23         | TK              | 0               | 0               | -                  | -                  | -                  | -           | -           | -           | 28     | 23     |
| 2017-gen. 2018         | Alanyaspor             | SL                     | 14         | 10         | TK              | 2               | 1               | -                  | -                  | -                  | -           | -           | -           | 16     | 11     |
| Totale Alanyaspor      | Totale Alanyaspor      | Totale Alanyaspor      | 42         | 33         |                 | 2               | 1               |                    | -                  | -                  |             | -           | -           | 44     | 34     |
| gen.-giu. 2018         | Beşiktaş               | SL                     | 10         | 3          | TK              | 1               | 0               | UCL                | 2                  | 1                  | -           | -           | -           | 13     | 4      |
| 2018-gen. 2019         | Beşiktaş               | SL                     | 8          | 3          | TK              | 0               | 0               | UEL                | 8                  | 4                  | -           | -           | -           | 16     | 7      |
| Totale Beşiktaş        | Totale Beşiktaş        | Totale Beşiktaş        | 18         | 6          |                 | 1               | 0               |                    | 10                 | 5                  |             | -           | -           | 29     | 11     |
| 2019                   | Corinthians            | A1/SP+A                | 13+28      | 1+5        | CB              | 8               | 1               | CS                 | 10                 | 4                  | -           | -           | -           | 59     | 11     |
| gen.-mar. 2020         | Corinthians            | A1/SP+A                | 6+0        | 1+0        | CB              | 0               | 0               | CL                 | 1                  | 0                  | -           | -           | -           | 7      | 1      |
| Totale Corinthians     | Totale Corinthians     | Totale Corinthians     | 33+59      | 4+19       |                 | 10              | 1               |                    | 14                 | 4                  |             | -           | -           | 116    | 28     |
| 2020                   | Qairat                 | QP                     | 13         | 7          | -               | -               | -               | UEL                | 2                  | 3                  | -           | -           | -           | 15     | 10     |
| 2021                   | Qairat                 | QP                     | 22         | 7          | QK              | 5               | 3               | UCL+UEL+UECL       | 4+2+6              | 1+0+4              | QS          | 2           | 0           | 41     | 15     |
| Totale Qairat          | Totale Qairat          | Totale Qairat          | 35         | 14         |                 | 5               | 3               |                    | 14                 | 8                  |             | 2           | 0           | 56     | 25     |
| gen.-giu. 2022         | Midtjylland            | SL                     | 4+5        | 1+0        | CD              | 1               | 0               | UECL               | 0                  | 0                  | -           | -           | -           | 10     | 1      |
| ago.-dic. 2022         | Sport Recife           | A1/CP+B                | 0+17       | 0+7        | CB              | 0               | 0               | -                  | -                  | -                  | -           | -           | -           | 17     | 7      |
| 2023                   | Sport Recife           | A1/CP+B                | 12+33      | 5+11       | CB              | 3               | 2               | -                  | -                  | -                  | CdN         | 11          | 5           | 59     | 23     |
| Totale Sport Recife    | Totale Sport Recife    | Totale Sport Recife    | 12+50      | 5+18       |                 | 3               | 2               |                    | -                  | -                  |             | 11          | 5           | 76     | 30     |
| gen.-lug.2024          | Atl. Goianiense        | PD/GO+A                | 16+6       | 6+1        | CB              | 2               | 0               | -                  | -                  | -                  | -           | -           | -           | 24     | 7      |
| lug.-dic. 2024         | Avaí                   | B                      | 24         | 3          | CB              | 0               | 0               | -                  | -                  | -                  | -           | -           | -           | 24     | 3      |
| Totale carriera        | Totale carriera        | Totale carriera        | 649        | 303        |                 | 67              | 27              |                    | 115                | 58                 |             | 19          | 6           | 850    | 394    |

### Cronologia presenze e reti in nazionale
| Cronologia completa delle presenze e delle reti in nazionale ― Brasile | Cronologia completa delle presenze e delle reti in nazionale ― Brasile | Cronologia completa delle presenze e delle reti in nazionale ― Brasile | Cronologia completa delle presenze e delle reti in nazionale ― Brasile | Cronologia completa delle presenze e delle reti in nazionale ― Brasile | Cronologia completa delle presenze e delle reti in nazionale ― Brasile | Cronologia completa delle presenze e delle reti in nazionale ― Brasile | Cronologia completa delle presenze e delle reti in nazionale ― Brasile |
| Data                                                                   | Città                                                                  | In casa                                                                | Risultato                                                              | Ospiti                                                                 | Competizione                                                           | Reti                                                                   | Note                                                                   |
| ---------------------------------------------------------------------- | ---------------------------------------------------------------------- | ---------------------------------------------------------------------- | ---------------------------------------------------------------------- | ---------------------------------------------------------------------- | ---------------------------------------------------------------------- | ---------------------------------------------------------------------- | ---------------------------------------------------------------------- |
| 17-7-2004                                                              | Arequipa                                                               | Brasile                                                                | 4 – 1                                                                  | Costa Rica                                                             | Coppa America 2004 - 1º turno                                          | -                                                                      |                                                                        |
| 16-8-2006                                                              | Oslo                                                                   | Norvegia                                                               | 1 – 1                                                                  | Brasile                                                                | Amichevole                                                             | -                                                                      |                                                                        |
| 3-9-2006                                                               | Londra                                                                 | Brasile                                                                | 3 – 0                                                                  | Argentina                                                              | Amichevole                                                             | -                                                                      |                                                                        |
| 5-9-2006                                                               | Londra                                                                 | Galles                                                                 | 0 – 2                                                                  | Brasile                                                                | Amichevole                                                             | 1                                                                      |                                                                        |
| 24-3-2007                                                              | Göteborg                                                               | Cile                                                                   | 0 – 4                                                                  | Brasile                                                                | Amichevole                                                             | -                                                                      |                                                                        |
| 27-3-2007                                                              | Stoccolma                                                              | Ghana                                                                  | 0 – 1                                                                  | Brasile                                                                | Amichevole                                                             | 1                                                                      |                                                                        |
| 1-6-2007                                                               | Londra                                                                 | Inghilterra                                                            | 1 – 1                                                                  | Brasile                                                                | Amichevole                                                             | -                                                                      |                                                                        |
| 27-6-2007                                                              | Puerto Ordaz                                                           | Brasile                                                                | 0 – 2                                                                  | Messico                                                                | Coppa America 2007 - 1º turno                                          | -                                                                      |                                                                        |
| 1-7-2007                                                               | Maturín                                                                | Brasile                                                                | 3 – 0                                                                  | Cile                                                                   | Coppa America 2007 - 1º turno                                          | -                                                                      |                                                                        |
| 4-7-2007                                                               | Puerto La Cruz                                                         | Brasile                                                                | 1 – 0                                                                  | Ecuador                                                                | Coppa America 2007 - 1º turno                                          | -                                                                      |                                                                        |
| 7-7-2007                                                               | Puerto La Cruz                                                         | Cile                                                                   | 1 – 6                                                                  | Brasile                                                                | Coppa America 2007 - Quarti                                            | 1                                                                      |                                                                        |
| 10-7-2007                                                              | Maracaibo                                                              | Uruguay                                                                | 2 – 2 (Semifinale dtr)                                                 | Brasile                                                                | Coppa America 2007 - dts                                               | -                                                                      |                                                                        |
| 15-7-2007                                                              | Maracaibo                                                              | Brasile                                                                | 3 – 0                                                                  | Argentina                                                              | Coppa America 2007 - Finale                                            | -                                                                      | 8º titolo                                                              |
| 22-8-2007                                                              | Montpellier                                                            | Brasile                                                                | 2 – 0                                                                  | Algeria                                                                | Amichevole                                                             | -                                                                      |                                                                        |
| 9-9-2007                                                               | Chicago                                                                | Stati Uniti                                                            | 2 – 4                                                                  | Brasile                                                                | Amichevole                                                             | -                                                                      |                                                                        |
| 12-9-2007                                                              | Foxborough                                                             | Messico                                                                | 1 – 3                                                                  | Brasile                                                                | Amichevole                                                             | -                                                                      |                                                                        |
| 14-10-2007                                                             | Bogotà                                                                 | Colombia                                                               | 0 – 0                                                                  | Brasile                                                                | Qual. Mondiali 2010                                                    | -                                                                      |                                                                        |
| 17-10-2007                                                             | Rio de Janeiro                                                         | Brasile                                                                | 5 – 0                                                                  | Ecuador                                                                | Qual. Mondiali 2010                                                    | 1                                                                      |                                                                        |
| 18-11-2007                                                             | Lima                                                                   | Perù                                                                   | 1 – 1                                                                  | Brasile                                                                | Qual. Mondiali 2010                                                    | -                                                                      |                                                                        |
| 21-11-2007                                                             | San Paolo                                                              | Brasile                                                                | 2 – 1                                                                  | Uruguay                                                                | Qual. Mondiali 2010                                                    | -                                                                      |                                                                        |
| Totale                                                                 |                                                                        | Presenze                                                               | 20                                                                     |                                                                        | Reti                                                                   | 4                                                                      |                                                                        |

| Cronologia completa delle presenze e delle reti in nazionale in partite non ufficiali ― Brasile | Cronologia completa delle presenze e delle reti in nazionale in partite non ufficiali ― Brasile | Cronologia completa delle presenze e delle reti in nazionale in partite non ufficiali ― Brasile | Cronologia completa delle presenze e delle reti in nazionale in partite non ufficiali ― Brasile | Cronologia completa delle presenze e delle reti in nazionale in partite non ufficiali ― Brasile | Cronologia completa delle presenze e delle reti in nazionale in partite non ufficiali ― Brasile | Cronologia completa delle presenze e delle reti in nazionale in partite non ufficiali ― Brasile | Cronologia completa delle presenze e delle reti in nazionale in partite non ufficiali ― Brasile |
| Data                                                                                            | Città                                                                                           | In casa                                                                                         | Risultato                                                                                       | Ospiti                                                                                          | Competizione                                                                                    | Reti                                                                                            | Note                                                                                            |
| ----------------------------------------------------------------------------------------------- | ----------------------------------------------------------------------------------------------- | ----------------------------------------------------------------------------------------------- | ----------------------------------------------------------------------------------------------- | ----------------------------------------------------------------------------------------------- | ----------------------------------------------------------------------------------------------- | ----------------------------------------------------------------------------------------------- | ----------------------------------------------------------------------------------------------- |
| 7-10-2006                                                                                       | Madinat al-Kuwait                                                                               | Al-Kuwait                                                                                       | 0 – 4                                                                                           | Brasile                                                                                         | -                                                                                               |                                                                                                 |                                                                                                 |
| Totale                                                                                          |                                                                                                 | Presenze                                                                                        | 1                                                                                               |                                                                                                 | Reti                                                                                            | 0                                                                                               |                                                                                                 |

## Palmarès

### Club

#### Competizioni statali
- Campionato paulista: 1

Corinthians: 2019
- Campionato Pernambucano: 1

Sport Recife: 2023
- Campionato Goiano: 1

Atlético Goianiense: 2024
- Campionato Catarinense: 1

Avaí: 2025

#### Competizioni nazionali
- Campionato brasiliano di seconda divisione: 1

Palmeiras: 2003
- Coppa di Russia: 6

CSKA Mosca: 2004-2005, 2005-2006, 2007-2008, 2008-2009, 2010-2011, 2012-2013
- Campionato russo: 3

CSKA Mosca: 2005, 2006, 2012-2013
- Supercoppa di Russia: 4

CSKA Mosca: 2006, 2007, 2009, 2013
- Campionato brasiliano: 1

Corinthians: 2015
- Campionato kazako: 1

Qairat: 2020
- Coppa del Kazakistan: 1

Qairat: 2021
- Coppa di Danimarca: 1

Midtjylland: 2021-2022

#### Competizioni internazionali
- Coppa UEFA: 1

CSKA Mosca: 2004-2005

### Nazionale
- Coppa America: 2

2004, 2007

### Individuale
- Capocannoniere del campionato brasiliano di Série B: 1

2003 (19 gol)
- Capocannoniere del campionato Paulista: 1

2004 (12 gol)
- Capocannoniere del campionato russo: 1

2008 (20 gol)
- Capocannoniere della Coppa UEFA: 1

2008-2009 (11 gol)
- Capocannoniere del campionato turco: 1

2016-2017 (21 gol)